# Le Mesnil-Conteville
Le Mesnil-Conteville és un municipi francès, situat al departament de l'Oise i a la regió dels Alts de França. L'any 2007 tenia 106 habitants.

## Demografia

### Població
El 2007 la població de fet de Le Mesnil-Conteville era de 106 persones. Hi havia 40 famílies de les quals 12 eren unipersonals (12 dones vivint soles i 12 dones vivint soles), 8 parelles sense fills i 20 parelles amb fills.
La població ha evolucionat segons el següent gràfic:
Habitants censats

### Habitatges
El 2007 hi havia 50 habitatges, 38 eren l'habitatge principal de la família i 12 eren segones residències. 45 eren cases i 2 eren apartaments. Dels 38 habitatges principals, 32 estaven ocupats pels seus propietaris, 1 estava llogat i ocupat pels llogaters i 5 estaven cedits a títol gratuït; 1 tenia dues cambres, 7 en tenien tres, 12 en tenien quatre i 18 en tenien cinc o més. 33 habitatges disposaven pel capbaix d'una plaça de pàrquing. A 16 habitatges hi havia un automòbil i a 15 n'hi havia dos o més.

## Economia
El 2007 la població en edat de treballar era de 68 persones, 46 eren actives i 22 eren inactives. De les 46 persones actives 43 estaven ocupades (21 homes i 22 dones) i 3 estaven aturades (2 homes i 1 dona). De les 22 persones inactives 7 estaven jubilades, 7 estaven estudiant i 8 estaven classificades com a «altres inactius».
Activitats econòmiques
Dels 2 establiments que hi havia el 2007, 1 era d'una empresa de construcció i 1 d'una empresa de comerç i reparació d'automòbils.
L'únic servei als particulars que hi havia el 2009 era una lampisteria.
L'any 2000 a Le Mesnil-Conteville hi havia 5 explotacions agrícoles que ocupaven un total de 705 hectàrees.

## Poblacions més properes
El següent diagrama mostra les poblacions més properes.